# Raul Roulien
Raul Roulien (bürgerlicher Name Raul Salvador Intini Pepe; * 7. Oktober 1904 in Rio de Janeiro, RJ; † 8. September 2000 in São Paulo, SP) war ein brasilianischer Schauspieler, Drehbuchautor, Filmregisseur, Filmproduzent, Musiker, Fernsehmoderator und Zeitungsjournalist. In den 1930er Jahren schaffte er von Brasilien aus den Sprung nach Hollywood, wo er in einigen Filmproduktionen mitwirkte. Einen größeren Bekanntheitsgrad erreichte er vor allem durch seinen Auftritt in Carioca an der Seite von Fred Astaire, Ginger Rogers, Dolores del Río und Gene Raymond. Gleichzeitig gilt Roulien als der erste Brasilianer, der in Hollywood tätig war.

## Leben und Karriere
Der im Jahre 1904 in Rio de Janeiro unter dem Namen Raul Salvador Intini Pepe geborene und später (1931) in die USA ausgewanderte Raul Roulien wurde, bevor er in den Film- und Fernsehbereich wechselte, in seiner Heimat als Architekt ausgebildet. Nach seiner Emigration in die Vereinigten Staaten legte er sich einen Latin-Lover-Status zu und änderte seinen Namen in Raul Roulien, unter dem man ihn auch heute noch in den Vereinigten Staaten kennt. Bevor er seine Karriere als Schauspieler begann, war er unter anderem als Songwriter und Sänger aktiv. Dabei schrieb er in den Jahren 1928 bis 1933 22 Stücke, die hauptsächlich für die Tänze Tango, Samba, Foxtrott und Walzer komponiert wurden. Zu dieser Zeit arbeitete er auch mit bekannten Komponisten wie William Kernell, Mark Hermanns, Hekel Tavares, Joraci Camargo oder Irving Berlin zusammen.
1928 gründete er die „Companhia de Teatro Abgail Maia–Raul Roulien“, eine Theatergruppe, die er zusammen mit seiner ersten Frau Abgail Maia führte. Dabei war er auch einer der Mitbegründer eines neuen Genres, des „Teatro de Frivolidade“ (dt. „Theater der Frivolität“).
Seine eigentliche Filmlaufbahn begann 1931, als er in New York von 20th Century Fox einen Vertrag erhielt und in Eran trece, einer spanischen Verfilmung von Der chinesische Detektiv Charlie Chan, mitwirkte. Im gleichen Jahr folgte dann auch noch ein wesentlicher Auftritt im Film Zwei Herzen über Bord, der in den USA vorwiegend unter dem Namen Delicious bekannt ist. 1932 kam er zu jeweils einer Nebenrolle in Careless Lady und The Painted Woman, sowie zu einer kleineren Rolle im Film State's Attorney. Im Jahr 1933 erhielt er in mehreren Filmen eine Hauptrolle, so in El último varon sobre la Tierra, It's Great to Be Alive und No dejes la puerta abierta; in den Filmen Primavera en otoño und Carioca agierte er in wesentlichen Nebenrollen. Nachdem er 1934 noch im Film Das Leben geht weiter, der z. B. in Österreich auch unter dem Namen Die Welt geht weiter bekannt ist, mitwirkte, zog es ihn noch im selben Jahr zurück in sein Heimatland, wo er daraufhin in einer Reihe von Filmen zum Einsatz kam. So war er in den Jahren 1934 und 1935 in den Filmen Granaderos del amor, Asegure a su mujer, Piernas de seda oder Te quiero con locura zu sehen.
1937 folgte mit O Grito da Mocidade ein Film, in dem Roulien neben seiner schauspielerischen Tätigkeit auch als Drehbuchautor, Regisseur, Filmeditor und Produzent zum Einsatz kam. Bereits zu dieser Zeit hegte er Gedanken, sich als Schauspieler ganz zurückzuziehen und sich auf seine anderen Arbeiten im Film- und Fernsehbereich zu konzentrieren. So kam es auch, dass er im Jahre 1939 mit El grito de la juventud, bei dem er auch die Regie führte, zum letzten Mal vor der Kamera stand. Im gleichen Jahr war er auch beim Film Aves Sem Ninho, den unter anderem seine eigene Produktionsfirma Raul Roulien Produções Cinematográficas produzierte und bei dem er neben seiner Tätigkeit als Produzent auch als Drehbuchautor und Regisseur engagiert war, im Einsatz. Nach einer längeren Abstinenz als Schauspieler kehrte er im Jahre 1947 zurück auf die Leinwand und war dabei im Film Der Weg nach Rio in einer unwesentlichen Nebenrolle zu sehen. Danach kam er zwischen 1950 und 1970 sporadisch als Film- und Fernsehregisseur zum Einsatz. So führte er im Jahre 1950 die Regie des Films Maconha, Erva Maldita, zu dem er auch das Drehbuch schrieb. Daneben war er ab den 1950er Jahren auch als Fernsehmoderator und Zeitungsjournalist in Brasilien, aber auch dem Ausland aktiv und war unter anderem auch kurzzeitiger Promoter der Wahl zur Miss São Paulo.
In den 1960er Jahren war Roulien vorwiegend als Regisseur von Fernsehserien aktiv und arbeitete dabei unter anderem an den Serien A Muralha, Quando Menos Se Espera und Conflito. Seinen letzten nennenswerten wie auch namhaften Auftritt hatte er im Jahre 1970, als ihm mit Brasileiros em Hollywood eine Hommage gesetzt wurde. Ebendieser Film enthält auch Zeugnisse der bekannten brasilianischen Regisseurin Fernanda Montenegro. Im Jahre 1984 trat er noch ein weiteres Mal als Regisseur in Erscheinung, als er einen Dokumentarfilm über den bekannten brasilianischen Arzt, Mikrobiologen, Epidemiologen und Gesundheitswissenschaftler Oswaldo Cruz drehen wollte. Der Film wurde jedoch nie fertiggestellt.
Nachdem er sich danach in seinem Heimatland zurückgezogen hatte, erlitt er im Jahre 1995 nach einem Sturz einen Schlaganfall. Am 8. September 2000, exakt einen Monat vor seinem 95. Geburtstag, verstarb Raúl Pepe Acolti Gil schließlich in São Paulo im gleichnamigen brasilianischen Bundesstaat eines natürlichen Todes. Seine genaue Todesursache geht, wenn man die verschiedenen Quellen genauer betrachtet, auseinander. Während einige Quellen wie auch die IMDb von einer Lungenentzündung ausgeht, gibt eine brasilianische Quelle anlässlich seines Todes einen Herzinfarkt als Todesursache an.

## Familie und Privates
Am 19. September 1935 heiratete er die spanische Schauspielerin Conchita Montenegro, mit der er einige Jahre zusammenlebte, sich dann aber von ihr scheiden ließ. Zuvor war er bereits mit Abigail Maia, mit der er die „Companhia de Teatro Abgail Maia–Raul Roulien“ führte, und danach mit der Schauspielerin und Tänzerin Tosca Roulien verheiratet, die allerdings Ende September 1933 bei einem Autounfall am Sunset Boulevard starb, als sie vom späteren Oscarpreisträger John Huston überfahren wurde. Dessen Vater, Walter Huston, wandte sich daraufhin an Louis B. Mayer, einen der Vorsitzenden und Gründer von Metro-Goldwyn-Mayer, damit dieser aufgrund seines Einflusses die Ermittlungen des LAPD maßgeblich beeinflusst. Spätere Ermittlungen bewiesen daraufhin die Unschuld Hustons. Nach seiner nur rund zwei Jahre dauernden Ehe mit Montenegro heiratete er im Jahre 1937 in Mexiko die Schauspielerin Nelly Rodrigues.

## Filmografie (Auswahl)
Filme
- 1931: Eran trece
- 1931: Zwei Herzen über Bord (Delicious)
- 1932: Careless Lady
- 1932: State's Attorney
- 1932: The Painted Woman
- 1933: El último varon sobre la Tierra
- 1933: Primavera en otoño
- 1933: It's Great to Be Alive
- 1933: No dejes la puerta abierta
- 1933: Carioca (Flying Down to Rio)
- 1934: Granaderos del amor
- 1934: Das Leben geht weiter (The World Moves On)
- 1935: Asegure a su mujer
- 1935: Piernas de seda
- 1935: Te quiero con locura
- 1937: O Grito da Mocidade (& Drehbuchautor, Regisseur, Editor, Produzent)
- 1939: El grito de la juventud (& Regisseur)
- 1939: Aves Sem Ninho (Drehbuchautor, Regisseur und Produzent)
- 1947: Der Weg nach Rio (Road to Rio)
- 1947: Asas do Brasil (& Story)
- 1950: Maconha, Erva Maldita (Drehbuchautor und Regisseur)
- 1970: Brasileiros em Hollywood (Hommage)

Fernsehserien (als Regisseur)
- ~1960: A Muralha
- ~1963: Quando Menos Se Espera
- ~1963: Conflito

## Musikaufnahmen
- Adiós mis farras (Tango; 1928)
- Ave noturna (Tango; 1929)
- Beguin (mit William Kernell (musikalischer Spaß; 1933)
- Bibelô (Tango; 1929)
- Chiquita (Tango; 1929)
- Crispim (mit Mark Hermanns) (Samba; 1929)
- Favela (mit Hekel Tavares und Joraci Camargo) (Samba; 1933)
- Felicidade (Samba; 1929)
- Guacira (mit Hekel Tavares und Joraci Camargo) (Canção brasileira; brasilianisches Lied; 1933)
- Joãozinho (Berceuse; 1929)
- Juventud (Fox Romance; 1929)
- Mala yerba (Tango; 1929)
- Mamãe viu (Foxtrott; 1929)
- Mente por favor (mit Irving Berlin) (Foxtrott; 1933)
- Miss St. Paul (mit Mark Hermanns) (Foxtrott; 1929)
- Nunca (in Begleitung von Mark Hermanns) Walzer; 1929)
- Quimera (mit Mark Hermanns) (Walzer; 1929)
- Saudade má (in Begleitung von Mark Hermanns) (Foxtrott; 1930)
- Te fuiste (Mark Hermanns als Einzelsänger) (Walzer; 1929)
- Tu amor e un ranchito 1928 Tango
- Tua (Walzer; 1930)
- Vivir sin ti (Foxtrott; 1929)